# Tiki Data
Tiki Data var en producent af mikrocomputere i Oslo, Norge. Virksomheden blev grundlagt i 1983 af Lars Monrad Krohn, og sigtede på at udvikle computere til uddannelsessektoren. Efter lanceringen af Tiki 100 som var designet af Tiki Data, startede selskabet med at lave software til uddannelsessektoren. Efter at IBM PC etablerede sig som en standard, gik selskabet over til at sælge pc-kompatible computere.
Tiki Data blev købt op af Merkantildata i 1996 og sluttede at eksistere fra da af.
| Firma | Spire Denne artikel om et firma eller en virksomhed i Norge er en spire som bør udbygges. Du er velkommen til at hjælpe Wikipedia ved at udvide den. |